# Briaczysław Wasilkowicz
Briaczysław Wasilkowicz (ros. Брячислав Василькович; biał. Брачыслаў Васількавіч) – książę witebski w latach około 1221-1232 i połocki w latach 1232-po 1241. Prawdopodobnie był ostatnim z dynasii Rurykowiczów w księstwie połockim.

## Dane biograficzne
Pochodził z Witebska i należał do linii witebskiej książąt połockich. Jego ojcem prawdopodobnie był Wasilko Briaczysławicz, kniaź witebski, a matką – córka księcia smoleńskiego, Dawida Rościsławicza.
Około roku 1221 Wasilko zastąpił ojca na tronie księstwa witebskiego, a około 1232 roku przejął także władzę w Połocku. W ruskich latopisach Briaczysław Wasilkowicz występuje bez imienia ojca przy okazji odnotowania faktu wydania jego córki Aleksandry za mąż za Aleksandra Newskiego w 1239 roku. Nieznana jest data śmierci Briaczysława Wasilkowicza, wiadomo jedynie, że w 1243 roku księstwem połockim rządził jego zięć, książę Towciwiłł.